# Kalapa
Cet article concerne la ville mythique. Pour la capitale, voir Jakarta. Pour l'unité, voir Kalapas.

Le royaume de Sambhala au centre avec la capitale Kalapa.

Kalapa, selon la légende bouddhiste, est la capitale du royaume de Shambhala, où le roi Kulika (en) régnerait sur un trône de lion. Elle serait une ville de toute beauté, avec une plantation de bois de santal de plaisir contenant un gigantesque mandala tridimensionnel de Kalachakra fait par le roi Suchandra (en).